# Беллатрикс
Белла́трикс (лат. Bellātrix — «воительница» / γ Ori / γ Orionis / 24 Ori / Гамма Ориона) — третья по яркости звезда в созвездии Ориона, одна из самых ярких звёзд ночного небосвода.

## Физические характеристики
Беллатрикс — бело-голубой гигант спектрального класса B2III, занимает 26 место в списке самых ярких звёзд неба, одна из 57 навигационных звёзд древности. Видимая звёздная величина Беллатрикса 1,64m. Это одна из самых горячих звёзд, видимых невооружённым глазом, температура её поверхности оценивается в 21500 К, а светимость более чем в 4000 раз превышает солнечную. Несмотря на довольно большую температуру поверхности и светимость, радиус Беллатрикса больше радиуса Солнца всего лишь в 5,7 раза, а масса составляет от 8 до 9 масс Солнца.
Некоторое время считалось, что Беллатрикс принадлежит к той же звёздной ассоциации (Orion OB1), что и большинство ярких звёзд в созвездии Ориона, но после уточнения тригонометрического параллакса, измеренного в ходе миссии Hipparcos, и, соответственно, расстояния до звезды, оказалось что Беллатрикс находится гораздо ближе к Солнцу, чем звёздная ассоциация Ориона. Расстояние до звезды оценивается в 243 световых года, тогда как до звёзд ассоциации OB1 Ориона более 1000 световых лет.
Исторически так сложилось, что эта звезда использовалась астрономами как стандарт при определении переменной яркости других звёзд. Однако, позднее было установлено, что яркость самого Беллатрикса не постоянна. Это переменная эруптивная звезда класса Ina, нерегулярно меняющая свой блеск менее чем на 6 %. Блеск звезды колеблется в пределах от 1,59m до 1,64m.
С экватора Беллатрикса с огромной скоростью истекает звёздное вещество (явление эруптивности), скорость истекания составляет порядка 1600 км/с, скорее всего это вызвано большой скоростью собственного вращения звезды, около 59 км/с. Учитывая это, Беллатрикс можно отнести к так называемым Be-звёздам.
Беллатрикс — молодая звезда (около 10 миллионов лет), которая тем не менее приближается к концу текущей фазы своего жизненного цикла. Через несколько миллионов лет она исчерпает свои внутренние ресурсы горения и превратится в красный гигант. У Беллатрикса есть спутник 12m, находящийся на угловом расстоянии 179,0" от главной звезды.
По своим характеристикам Беллатрикс близка к Спике, Адаре и Шауле.

## Имя и мифология
Беллатрикс — с латинского языка можно перевести как «женщина-воительница», «амазонка», её также называют «Звездой амазонок».
Латинское имя звезды Bellātrix — перевод её арабского наименования النجید [Al Nâjed] — «завоеватель», «победитель». Впервые имя Bellātrix было использовано в таблицах Альфонсиния (Alfonsine tables), изданных в 1252 году. У Улугбека также встречается другое её арабское название المرزم النجید [Al Murzim al Nâjed], то есть «Рычащий воин» или, как пишет Томас Хайд, «Лев-воитель». Арабы считали, что Беллатрикс, одна из первых в созвездии восходящая на небе, знаменует «львиным рыком» своё появление на небе, приветствует восхождение Ригеля и появление на небе Гиганта (название Ориона в арабской астрономии).
В «Книге неподвижных звёзд» Аль Суфи, для гаммы Ориона встречается ещё одно название — الروزهم [Al Ruzam].

## Исследования
- 14 июля 2005 года космический аппарат Кассини наблюдал затмение Беллатрикс спутником Сатурна Энцеладом. Наблюдения помогли определить состав и плотность атмосферы Энцелада.

## Упоминания
- Беллатриса (Беллатрикс) Лестрейндж (англ. Bellatrix Lestrange) — имя злой волшебницы из серии книг про Гарри Поттера Джоан Роулинг.
- Имя Bellatrix (USS Bellatrix) носил один из кораблей ВМС США.
- Bellatrix — название исландской рок-группы.
- В «Планете обезьян» (1968 г. США) потерпевшие крушение астронавты ошибочно предполагают, что оказались на одной из планет звезды Беллатрикс.
- В онлайн-игре «Tera-The Next» именем Беллатрикс названа одна из гильдий.
- «From Bellatrix to Betelgeuse» — композиция итальянской группы Sadist с альбома Tribe (1996).